# 아시아흑곰
아시아흑곰(Asian Black Bear) 또는 반달가슴곰은 한국, 미얀마, 인도, 네팔, 일본, 러시아, 부탄, 태국, 캄보디아, 이란, 아프가니스탄, 파키스탄, 대만 등의 산지에 분포하는 곰이다. '아시아흑곰'이라는 이름은 정식 국문 명칭이 아니며, 한반도에 서식하는 아종 우수리반달가슴곰을 포괄하기 위하여 영어 이름을 직역한 명칭이다. 몸은 검은 색이며 가슴에 V자 또는 초승달 모양의 흰색 털이 나 있어서 반달가슴곰이라고 부른다. 반달곰 또는 단순히 곰이라고 부르며, 한반도 북부에 서식하는 불곰은 큰곰이라고 불렸다.

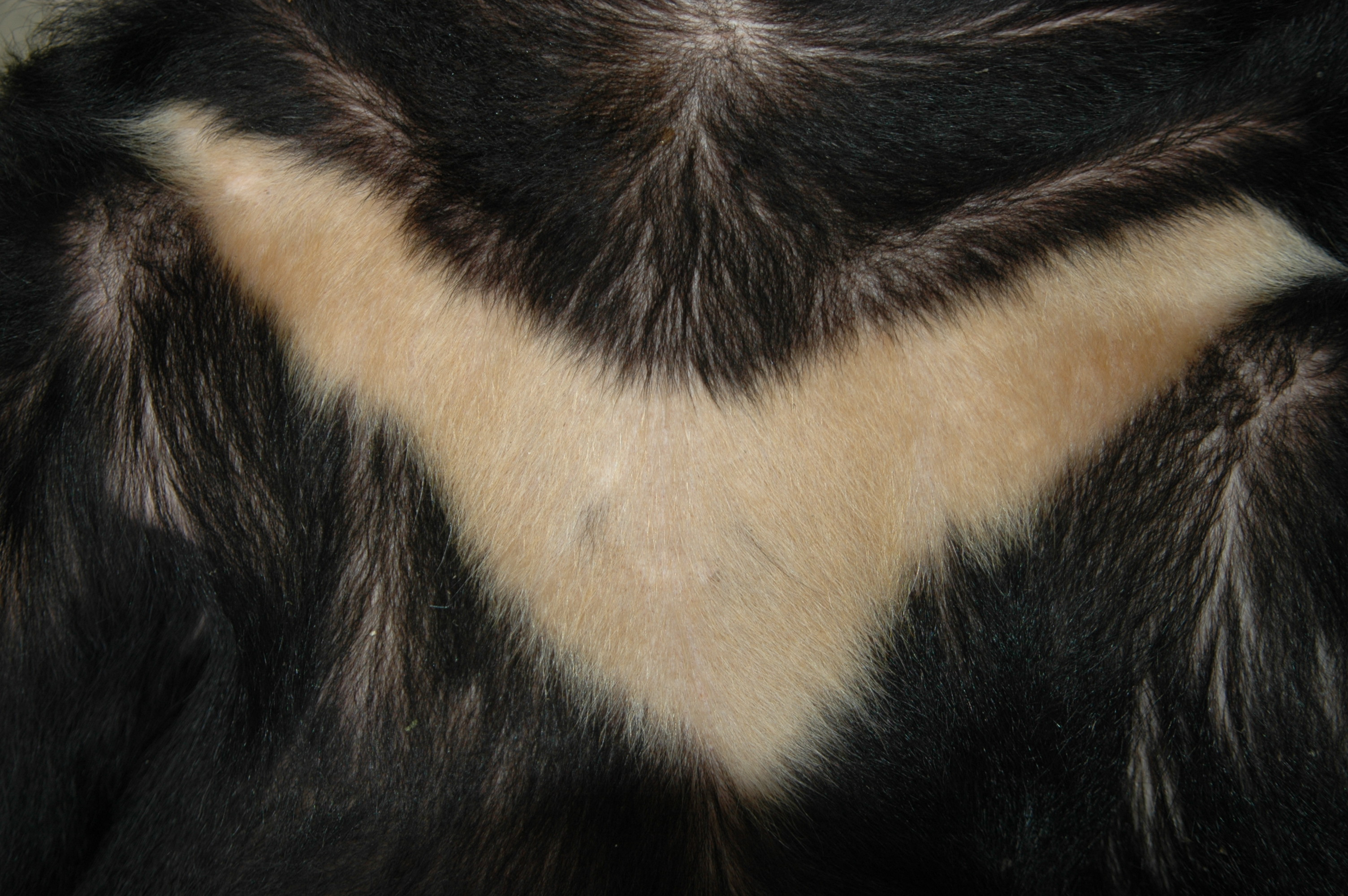
이름의 유래가 된 가슴의 반달 무늬.

## 생태
동아시아와 남아시아의 산악과 숲 지역에서 산다.
다 자란 몸길이는 130~190 cm 정도이다. 몸무게는 수컷이 110~150 kg, 암컷이 65~90 kg가량 나간다. 수명은 25년 정도이다. 겨울에는 겨울잠을 잔다.
후각과 청각이 매우 발달하여 이를 이용해 섭식생활을 하며 새끼는 평균 2마리 정도 낳는다.

## 식성
육식동물인 큰곰이나 북극곰하고는 달리 초식 위주의 잡식성으로 평소에는 풀, 새순, 나무열매, 과일 등 식물성 음식을 많이 먹지만 꿀도 좋아한다. 육식을 하는 경우는 가끔인데, 거의 작은 동물을 잡아먹으며 죽은 동물과 썩은 고기도 가리지 않고 먹는다.

## 아종
분포지역에 따라 다음 아종으로 구분한다.
- 우수리반달가슴곰 (Ursus thibetanus ussuricus) - 한반도와 러시아의 연해주, 시베리아 남부에 서식한다.
- 일본반달가슴곰 (Ursus thibetanus japonica) - 일본 혼슈, 시코쿠, 규슈에 서식한다.
- 티베트반달가슴곰 (Ursus thibetanus thibetanus) - 네팔, 부탄, 인도 북부 티베트 일대, 미얀마에 서식한다.
- 포르모사흑곰 (Ursus thibetanus formosanus) - 타이완에 서식한다.
- 발루치스탄반달가슴곰 (Ursus thibetanus gedrosianus) - 파키스탄 남부 일대에 서식한다.
- 히말라야반달가슴곰 (Ursus thibetanus laniger) - 히말라야, 인도 카슈미르 및 시킴 지역에 서식한다.
- 인도네시아반달가슴곰 (Ursus thibetanus mupinensis) - 인도차이나 반도 일대에 서식한다.

## 계통 분류
다음은 곰과의 계통 분류이다.

|  | 태양곰                                                      |
|  |                                                             |
|  | \| \| 아시아흑곰 \| \| \| \| \| \| 아메리카흑곰 \| \| \| \| |
|  |                                                             |
|  | 아시아흑곰                                                  |
|  |                                                             |
|  | 아메리카흑곰                                                |
|  |                                                             |

|  | 아시아흑곰   |
|  |              |
|  | 아메리카흑곰 |
|  |              |

|  | † 동굴곰                                        |
|  |                                                 |
|  | \| \| 불곰 \| \| \| \| \| \| 북극곰 \| \| \| \| |
|  |                                                 |
|  | 불곰                                            |
|  |                                                 |
|  | 북극곰                                          |
|  |                                                 |

|  | 불곰   |
|  |        |
|  | 북극곰 |
|  |        |

|  | 태양곰                                                      |
|  |                                                             |
|  | \| \| 아시아흑곰 \| \| \| \| \| \| 아메리카흑곰 \| \| \| \| |
|  |                                                             |
|  | 아시아흑곰                                                  |
|  |                                                             |
|  | 아메리카흑곰                                                |
|  |                                                             |

|  | 아시아흑곰   |
|  |              |
|  | 아메리카흑곰 |
|  |              |

|  | † 동굴곰                                        |
|  |                                                 |
|  | \| \| 불곰 \| \| \| \| \| \| 북극곰 \| \| \| \| |
|  |                                                 |
|  | 불곰                                            |
|  |                                                 |
|  | 북극곰                                          |
|  |                                                 |

|  | 불곰   |
|  |        |
|  | 북극곰 |
|  |        |

|  | 태양곰                                                      |
|  |                                                             |
|  | \| \| 아시아흑곰 \| \| \| \| \| \| 아메리카흑곰 \| \| \| \| |
|  |                                                             |
|  | 아시아흑곰                                                  |
|  |                                                             |
|  | 아메리카흑곰                                                |
|  |                                                             |

|  | 아시아흑곰   |
|  |              |
|  | 아메리카흑곰 |
|  |              |

|  | † 동굴곰                                        |
|  |                                                 |
|  | \| \| 불곰 \| \| \| \| \| \| 북극곰 \| \| \| \| |
|  |                                                 |
|  | 불곰                                            |
|  |                                                 |
|  | 북극곰                                          |
|  |                                                 |

|  | 불곰   |
|  |        |
|  | 북극곰 |
|  |        |

|  | 태양곰                                                      |
|  |                                                             |
|  | \| \| 아시아흑곰 \| \| \| \| \| \| 아메리카흑곰 \| \| \| \| |
|  |                                                             |
|  | 아시아흑곰                                                  |
|  |                                                             |
|  | 아메리카흑곰                                                |
|  |                                                             |

|  | 아시아흑곰   |
|  |              |
|  | 아메리카흑곰 |
|  |              |

|  | † 동굴곰                                        |
|  |                                                 |
|  | \| \| 불곰 \| \| \| \| \| \| 북극곰 \| \| \| \| |
|  |                                                 |
|  | 불곰                                            |
|  |                                                 |
|  | 북극곰                                          |
|  |                                                 |

|  | 불곰   |
|  |        |
|  | 북극곰 |
|  |        |

|  | 태양곰                                                      |
|  |                                                             |
|  | \| \| 아시아흑곰 \| \| \| \| \| \| 아메리카흑곰 \| \| \| \| |
|  |                                                             |
|  | 아시아흑곰                                                  |
|  |                                                             |
|  | 아메리카흑곰                                                |
|  |                                                             |

|  | 아시아흑곰   |
|  |              |
|  | 아메리카흑곰 |
|  |              |

|  | † 동굴곰                                        |
|  |                                                 |
|  | \| \| 불곰 \| \| \| \| \| \| 북극곰 \| \| \| \| |
|  |                                                 |
|  | 불곰                                            |
|  |                                                 |
|  | 북극곰                                          |
|  |                                                 |

|  | 불곰   |
|  |        |
|  | 북극곰 |
|  |        |

|  | 태양곰                                                      |
|  |                                                             |
|  | \| \| 아시아흑곰 \| \| \| \| \| \| 아메리카흑곰 \| \| \| \| |
|  |                                                             |
|  | 아시아흑곰                                                  |
|  |                                                             |
|  | 아메리카흑곰                                                |
|  |                                                             |

|  | 아시아흑곰   |
|  |              |
|  | 아메리카흑곰 |
|  |              |

|  | † 동굴곰                                        |
|  |                                                 |
|  | \| \| 불곰 \| \| \| \| \| \| 북극곰 \| \| \| \| |
|  |                                                 |
|  | 불곰                                            |
|  |                                                 |
|  | 북극곰                                          |
|  |                                                 |

|  | 불곰   |
|  |        |
|  | 북극곰 |
|  |        |

|  | 태양곰                                                      |
|  |                                                             |
|  | \| \| 아시아흑곰 \| \| \| \| \| \| 아메리카흑곰 \| \| \| \| |
|  |                                                             |
|  | 아시아흑곰                                                  |
|  |                                                             |
|  | 아메리카흑곰                                                |
|  |                                                             |

|  | 아시아흑곰   |
|  |              |
|  | 아메리카흑곰 |
|  |              |

|  | † 동굴곰                                        |
|  |                                                 |
|  | \| \| 불곰 \| \| \| \| \| \| 북극곰 \| \| \| \| |
|  |                                                 |
|  | 불곰                                            |
|  |                                                 |
|  | 북극곰                                          |
|  |                                                 |

|  | 불곰   |
|  |        |
|  | 북극곰 |
|  |        |

|  | 태양곰                                                      |
|  |                                                             |
|  | \| \| 아시아흑곰 \| \| \| \| \| \| 아메리카흑곰 \| \| \| \| |
|  |                                                             |
|  | 아시아흑곰                                                  |
|  |                                                             |
|  | 아메리카흑곰                                                |
|  |                                                             |

|  | 아시아흑곰   |
|  |              |
|  | 아메리카흑곰 |
|  |              |

|  | † 동굴곰                                        |
|  |                                                 |
|  | \| \| 불곰 \| \| \| \| \| \| 북극곰 \| \| \| \| |
|  |                                                 |
|  | 불곰                                            |
|  |                                                 |
|  | 북극곰                                          |
|  |                                                 |

|  | 불곰   |
|  |        |
|  | 북극곰 |
|  |        |

|  | 태양곰                                                      |
|  |                                                             |
|  | \| \| 아시아흑곰 \| \| \| \| \| \| 아메리카흑곰 \| \| \| \| |
|  |                                                             |
|  | 아시아흑곰                                                  |
|  |                                                             |
|  | 아메리카흑곰                                                |
|  |                                                             |

|  | 아시아흑곰   |
|  |              |
|  | 아메리카흑곰 |
|  |              |

|  | † 동굴곰                                        |
|  |                                                 |
|  | \| \| 불곰 \| \| \| \| \| \| 북극곰 \| \| \| \| |
|  |                                                 |
|  | 불곰                                            |
|  |                                                 |
|  | 북극곰                                          |
|  |                                                 |

|  | 불곰   |
|  |        |
|  | 북극곰 |
|  |        |

|  | 태양곰                                                      |
|  |                                                             |
|  | \| \| 아시아흑곰 \| \| \| \| \| \| 아메리카흑곰 \| \| \| \| |
|  |                                                             |
|  | 아시아흑곰                                                  |
|  |                                                             |
|  | 아메리카흑곰                                                |
|  |                                                             |

|  | 아시아흑곰   |
|  |              |
|  | 아메리카흑곰 |
|  |              |

|  | † 동굴곰                                        |
|  |                                                 |
|  | \| \| 불곰 \| \| \| \| \| \| 북극곰 \| \| \| \| |
|  |                                                 |
|  | 불곰                                            |
|  |                                                 |
|  | 북극곰                                          |
|  |                                                 |

|  | 불곰   |
|  |        |
|  | 북극곰 |
|  |        |

|  | 태양곰                                                      |
|  |                                                             |
|  | \| \| 아시아흑곰 \| \| \| \| \| \| 아메리카흑곰 \| \| \| \| |
|  |                                                             |
|  | 아시아흑곰                                                  |
|  |                                                             |
|  | 아메리카흑곰                                                |
|  |                                                             |

|  | 아시아흑곰   |
|  |              |
|  | 아메리카흑곰 |
|  |              |

|  | † 동굴곰                                        |
|  |                                                 |
|  | \| \| 불곰 \| \| \| \| \| \| 북극곰 \| \| \| \| |
|  |                                                 |
|  | 불곰                                            |
|  |                                                 |
|  | 북극곰                                          |
|  |                                                 |

|  | 불곰   |
|  |        |
|  | 북극곰 |
|  |        |

|  | 태양곰                                                      |
|  |                                                             |
|  | \| \| 아시아흑곰 \| \| \| \| \| \| 아메리카흑곰 \| \| \| \| |
|  |                                                             |
|  | 아시아흑곰                                                  |
|  |                                                             |
|  | 아메리카흑곰                                                |
|  |                                                             |

|  | 아시아흑곰   |
|  |              |
|  | 아메리카흑곰 |
|  |              |

|  | † 동굴곰                                        |
|  |                                                 |
|  | \| \| 불곰 \| \| \| \| \| \| 북극곰 \| \| \| \| |
|  |                                                 |
|  | 불곰                                            |
|  |                                                 |
|  | 북극곰                                          |
|  |                                                 |

|  | 불곰   |
|  |        |
|  | 북극곰 |
|  |        |

|  | 태양곰                                                      |
|  |                                                             |
|  | \| \| 아시아흑곰 \| \| \| \| \| \| 아메리카흑곰 \| \| \| \| |
|  |                                                             |
|  | 아시아흑곰                                                  |
|  |                                                             |
|  | 아메리카흑곰                                                |
|  |                                                             |

|  | 아시아흑곰   |
|  |              |
|  | 아메리카흑곰 |
|  |              |

|  | † 동굴곰                                        |
|  |                                                 |
|  | \| \| 불곰 \| \| \| \| \| \| 북극곰 \| \| \| \| |
|  |                                                 |
|  | 불곰                                            |
|  |                                                 |
|  | 북극곰                                          |
|  |                                                 |

|  | 불곰   |
|  |        |
|  | 북극곰 |
|  |        |

|  | 태양곰                                                      |
|  |                                                             |
|  | \| \| 아시아흑곰 \| \| \| \| \| \| 아메리카흑곰 \| \| \| \| |
|  |                                                             |
|  | 아시아흑곰                                                  |
|  |                                                             |
|  | 아메리카흑곰                                                |
|  |                                                             |

|  | 아시아흑곰   |
|  |              |
|  | 아메리카흑곰 |
|  |              |

|  | † 동굴곰                                        |
|  |                                                 |
|  | \| \| 불곰 \| \| \| \| \| \| 북극곰 \| \| \| \| |
|  |                                                 |
|  | 불곰                                            |
|  |                                                 |
|  | 북극곰                                          |
|  |                                                 |

|  | 불곰   |
|  |        |
|  | 북극곰 |
|  |        |

|  | 태양곰                                                      |
|  |                                                             |
|  | \| \| 아시아흑곰 \| \| \| \| \| \| 아메리카흑곰 \| \| \| \| |
|  |                                                             |
|  | 아시아흑곰                                                  |
|  |                                                             |
|  | 아메리카흑곰                                                |
|  |                                                             |

|  | 아시아흑곰   |
|  |              |
|  | 아메리카흑곰 |
|  |              |

|  | † 동굴곰                                        |
|  |                                                 |
|  | \| \| 불곰 \| \| \| \| \| \| 북극곰 \| \| \| \| |
|  |                                                 |
|  | 불곰                                            |
|  |                                                 |
|  | 북극곰                                          |
|  |                                                 |

|  | 불곰   |
|  |        |
|  | 북극곰 |
|  |        |

|  | 태양곰                                                      |
|  |                                                             |
|  | \| \| 아시아흑곰 \| \| \| \| \| \| 아메리카흑곰 \| \| \| \| |
|  |                                                             |
|  | 아시아흑곰                                                  |
|  |                                                             |
|  | 아메리카흑곰                                                |
|  |                                                             |

|  | 아시아흑곰   |
|  |              |
|  | 아메리카흑곰 |
|  |              |

|  | † 동굴곰                                        |
|  |                                                 |
|  | \| \| 불곰 \| \| \| \| \| \| 북극곰 \| \| \| \| |
|  |                                                 |
|  | 불곰                                            |
|  |                                                 |
|  | 북극곰                                          |
|  |                                                 |

|  | 불곰   |
|  |        |
|  | 북극곰 |
|  |        |

## 천연기념물

### 대한민국의 보호

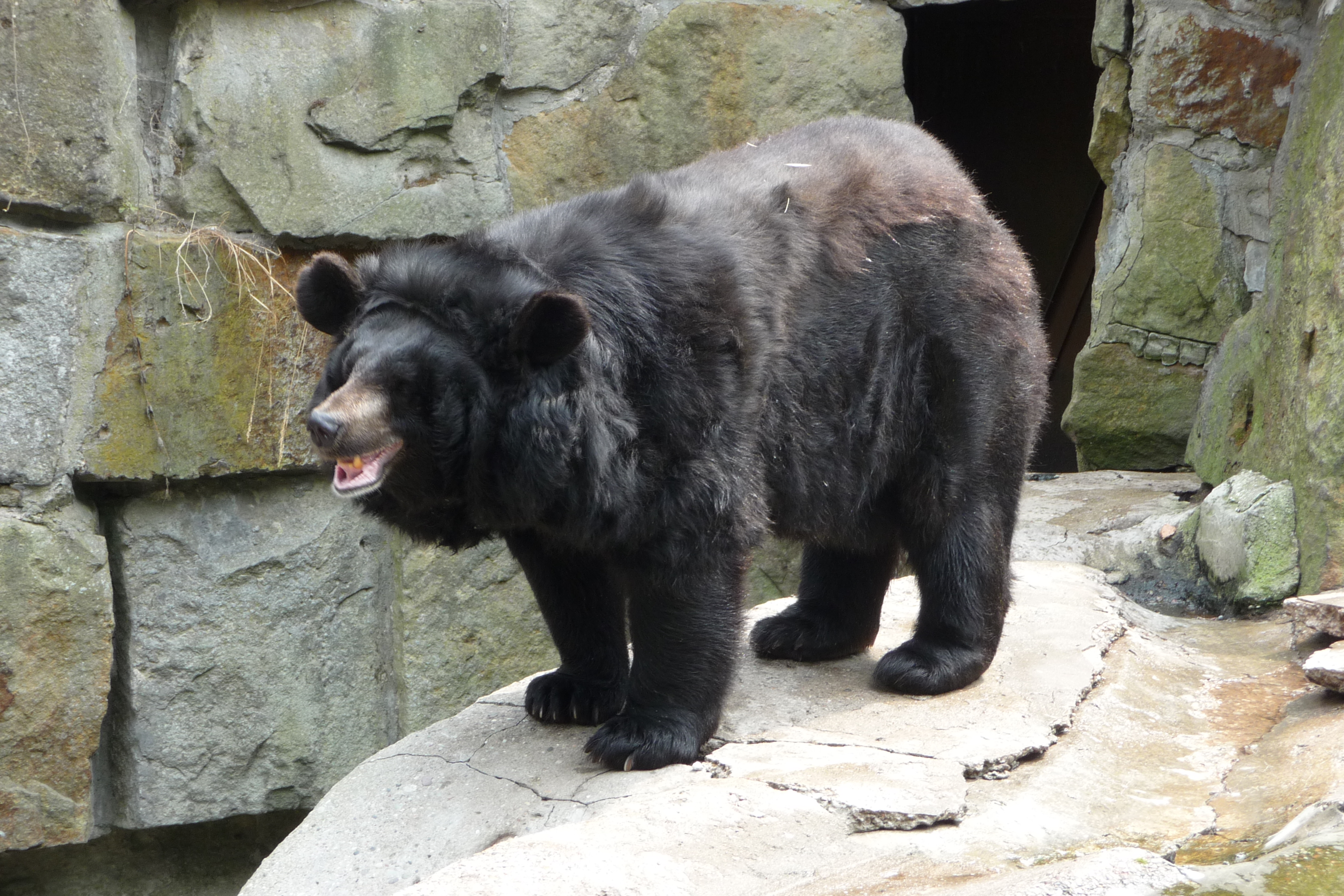
한반도에 분포하는 우수리 반달가슴곰의 모습.

한반도에 서식하는 곰은 크게 반달가슴곰과 불곰 2종이 서식하고 있었다. 고대 한국에서는 전자를 '곰'으로 후자를 '큰곰'으로 불렀다. 불곰은 남한 지역에서는 살았다는 증거가 논란이 있고 조선민주주의인민공화국 북부 지방인 개마고원과 함경북도 일대에서는 살았다는 증거가 확실한데 반해 반달가슴곰은 지리산과 설악산 등 백두대간을 따라 널리 서식하고 있었다. 즉, 대한민국에 서식하는 곰들은 모두 반달가슴곰이었던 것이다. 반달가슴곰은 한반도 전역에 서식할 정도로 흔한 곰이었으나 일제강점기 시절에 일제의 해수구제(害獸驅除)사업으로 인해 개체 수에 심각한 타격을 입게 되었고 광복 이후로도 전쟁과 서식지의 파괴, 밀렵 등으로 개체 수가 더욱 감소했다. 이 때문에 대한민국에서는 반달가슴곰에 절멸위기 등급이 붙어 있어 천연기념물 제329호 및 멸종위기 야생생물 Ⅰ급으로 보호받고 있다. 현재 국립공원공단의 국립공원연구원에서 종 복원 사업을 하고 있다.
1983년에 설악산에서 밀렵꾼의 총에 맞은채로 발견되어 며칠 후 죽은 반달가슴곰을 마지막으로 토종 반달가슴곰은 공식적으로 보고된 바가 없었지만 지리산에선 1990년대까지 꾸준히 반달가슴곰에 대한 목격담이 들려온 바 있었다. 실제로 지리산에는 나무에 난 곰의 발톱 흔적 등 곰이 서식한다는 흔적이 명확히 남아 있는 편이었다. 그리고 2000년에 MBC 탐사 팀이 지리산 곳곳에 무인카메라를 설치하고 탐사한 결과 반달가슴곰 영상이 포착되었다. 이렇게 야생에 서식하는 토종 반달가슴곰이 존재한다는 사실이 확인되면서 반달가슴곰 복원 사업을 추진하게 되었다. 야생 반달가슴곰의 존재는 확인되었으나 그 수는 많아봐야 대여섯 마리 정도로 추정되었기에 이대로 가면 확실히 멸종이 될 게 분명하여 자연적인 종족을 유지하기엔 그 숫자가 턱없이 적었다. 그래서 정부는 2020년까지 종족 유지 개체군을 확보하기 위한 최소한의 숫자인 50마리까지 늘리는 것을 목표로 반달가슴곰 복원사업에 나섰다.
2001년 9월에 처음 반달곰 네 마리를 방사했으나, 한 마리는 얼마 되지 않아 사망하였으며, 나머지 세 마리는 야생에 적응하지 못하고 회수되었다. 그러나 반달곰 방사는 계속해서 이어졌다. 우선 2004년 10월 1일에 러시아 연해주에서 들여온 곰 여섯 마리를 방사했다.
2005년 4월 14일에 평양 조선중앙동물원에서 서울대공원으로 들여온 곰 여덟 마리는 같은 해 7월 1일에 지리산에 방사되었다. 또한 같은 해 9월 러시아에서 들여온 반달곰 6마리가 10월 14일 추가로 방사되었다. 이로써 2004년과 2005년 사이에 총 스무 마리의 곰이 지리산에 방사되었으며, 그중 네 마리는 죽고, 네 마리는 회수되었으며, 한 마리는 위치확인이
되지 않았다. 
2007년에 추가로 러시아 연해주에서 반달곰을 들여와 네 마리를 방사하였다. 국립공원공단은 지리산에 방사된 반달곰 암컷 두 마리가 야생에서 짝짓기에 성공해 각각 건강한 새끼 한 마리씩을 낳은 사실을 확인했다고 2009년 3월 8일 밝혔다. 드디어 방사된 암컷 두 마리가 야생 짝짓기로 각각 새끼를 얻어낸 것으로 10년 복원사업에 마침내 결실을 이룬 것이다. 반달곰은 환경부 지정 멸종위기 야생동물 1급, 천연기념물 329호이며 '멸종위기에 처한 동식물의 국제거래에 관한 협약 (CITES) '에도 등재된 국제적 멸종위기종이다.
환경부는 과거 한반도 산악에 번성했지만 일제의 해수구제 (害獸驅除) 정책과 서식지 파괴로 위기에 빠진 반달곰 보존을 위해 2004년부터 4차례에 걸쳐 북한과 러시아 연해주에서 고아 반달곰 새끼 27마리를 들여와 지리산에 풀었다. 그중 12마리는 적응에 실패해 돌아오거나 폐사했지만, 암컷 9마리와 수컷 6마리는 야생에 적응해 이번에 성과를 낸 것이다. 좀 더 확인이 필요하겠지만 성공적인 방사로 보고 있다. 그리고 2018년 4월에는 어미 8마리가 총 11마리의 새끼를 낳는데 성공하여 지리산에 서식하는 반달곰의 개체 수가 56마리로 늘어났다고 한다. 당초 정부의 목표는 2020년까지 50마리의 개체 수를 확보하는 것이었는데 2년 앞서 달성한 것이다. 2019년 5월에는 반달가슴곰 인공수정에 성공하여 총 개체 수는 64마리로 늘어났다고 한다.
이렇게 복원사업은 성공적으로 이뤄졌지만 또 다른 문제가 생겼는데 그것은 바로 서식지 문제였다. 2019년 말 기준으로 지리산 일대에 서식하는 반달가슴곰의 개체 수는 어느 새 70마리 가까이로 불어났는데 지리산이 최대로 수용할 수 있는 개체 수는 80마리가 채 안 된다는 것이다. 서식지가 포화상태이기에 다른 산으로 서식지를 넓혀야 한다는 주장이 대두되고 있다. 이 추세로 갈 경우 2027년까지 지리산 일대에 서식하는 반달가슴곰의 개체 수는 100마리를 넘어설 것으로 예측되고 있다. 실제로 지리산 인근에 있는 전라북도 장수군의 덕유산이나 경상남도 거창군의 삼봉산 일대에서 반달가슴곰이 목격되는 등 지리산을 이탈하는 반달가슴곰들이 확인되고 있다. 특히 KM-53이라는 코드명으로 불리는 2015년 생 수컷 반달가슴곰은 3차례나 지리산을 탈출하여 직선거리로 80km 이상 떨어진 경상북도 김천시의 수도산으로 간 사례가 있었으며 결국 2018년에 KM-53의 의사를 존중해 수도산에 방사되었다. 그리고 이 KM-53은 2019년엔 수도산에서 또 40km 정도 떨어진 경상북도 구미시의 금오산으로 이동한 것이 확인되었다. 환경부 또한 이 문제를 인지하고 2018년 5월에 지리산 반달가슴곰 복원 방향을 ‘번식’에서 ‘서식지 관리’로 전환한다고 밝혔다. 즉, 반달가슴곰들이 지리산을 이탈해 다른 산으로 이동하더라도 더 이상 막지 않겠다는 의미였다.
그 밖에 2019년 5월엔 비무장지대에서 반달곰 서식이 확인되었다. 2018년 10월에 비무장지대 DMZ 무인카메라에 새끼 반달곰 1마리가 개울을 건너는 장면이 찍힌 게 뒤늦게 확인되면서 알려진 것이다. 사실 비무장지대에 반달곰이 서식한다는 이야기는 꽤 오래 전부터 회자되고 있었다. 2005년 5월, 동아일보에 실린 이 기사를 보면 당시 최전방 부대에서 복무했던 병사들이 반달가슴곰을 비무장지대에서 목격했다는 사실을 증언한 바 있었다. 그러나 증언만 있었을 뿐 증거를 입증할 사진 같은 것이 없었기에 보류되어 왔으나 14년 만에 사실로 입증이 된 것이었다. 지리산과 비무장지대의 거리를 고려할 때 이곳에 서식하는 반달곰은 지리산에서 살다가 넘어온 종이 아니라 애초부터 이곳에 살았던 개체일 가능성이 높다는 주장이 설득력을 얻고 있다.
2020년 1월에는 강원도 인제군 서화면 대암산·향로봉 일대에서 새끼를 데리고 있는 어미 반달가슴곰의 발자국이 발견됐다. 이들은 지리산에서 이동했을 가능성이 거의 없어, 지난해 비무장지대 안에서 사진이 촬영된 반달곰과 마찬가지로 독립적인 야생 개체로 추정된다고 한다. 한상훈 한반도야생동물연구소장은“이번에 발자국을 남긴 곰 가족 2마리에 새끼 형제 곰과 수컷 어미를 합쳐 최대 4마리의 반달곰이 사는 것으로 추정할 수 있다”고 설명하였다. 국립생태원이 비무장지대 안에서 확인한 반달곰은 태어난 지 8∼9개월의 새끼여서, 그곳에도 어미와 형제 곰을 포함해 3∼4가 서식한다고 볼 수 있다. 따라서 서화면 일대의 전체 반달곰 개체수는 직접 확인된 것만 3마리, 최대 8마리라고 할 수 있다고 한다. 현재까지 대한민국 내에서 반달곰의 서식이 확인된 곳은 지리산과 덕유산 그리고 강원도 북부의 산간 지방 등이다.

## 같이 보기
- 재도입